# D-加群
数学において、D-加群(D-module)は、微分作用素の環 D 上の加群である。そのような D-加群への主要な興味は、線型偏微分方程式の理論へのアプローチとしてである。1970年ころ以来、D-加群の理論は、主要には代数解析上の佐藤幹夫のアイデアがまとめられ、佐藤・ベルンシュタイン多項式についての佐藤とヨゼフ・ベルンシュタイン(Joseph Bernstein)の仕事へと発展した。
初期の主要な結果は、柏原正樹の柏原の構成定理と柏原の指数定理である。D-加群論の方法は、層の理論から導かれ、代数幾何学のアレクサンドル・グロタンディークの仕事から動機を得たテクニックが使われている。D-加群のアプローチは、微分作用素を研究する伝統的な函数解析のテクニックとは異なっている。最も強い結果は、極大過剰決定系（ホロノミック系）に対して得られ、表象により特性多様体が定義される。特性多様体は余接バンドルの包合的部分集合であり，その中で最良の例が、最小次元の余接バンドルのラグラジアン部分多様体である（フロベニウス包合）。テクニックは、グロタンディーク学派の側からゾグマン・メブク (Zoghman Mebkhout) により開発された。彼は、すべての次元でのリーマン・ヒルベルト対応の導来圏の一般的なバージョンを得た。

## はじめに：ワイル代数上の加群
代数的 D-加群の第一の例は、標数 0 の体 K 上のワイル代数 An(K) 上の加群である。この例は、次のような変数の多項式からなる代数である。
x1, ..., xn, ∂1, ..., ∂n.
ここに、すべての変数 xi と ∂j は互いに可換であり、交換子は、
[∂i, xi] = ∂ixi − xi∂i = 1.
である。任意の多項式 f(x1, ..., xn) に対し、このことは関係式
[∂i, f] = ∂f / ∂xi,
を意味するので、ワイル代数を微分方程式へ関連付けることができる。
（代数的） D-加群は、定義により、環 An(K) 上の左加群である。D-加群の例は、ワイル代数自身（左からの乗算により自分自身へ作用する）、及び可換な多項式環 K[x1, ..., xn] を含んでいる。ここに、xi は乗算によって作用し、∂j は xj に関して偏微分として作用する。そしてこれと似たものとして、Cn 上の正則函数の環 {\displaystyle {\mathcal {O}}(\mathbf {C} ^{n})}（n 個の複素変数の関数からなる空間）がある。
x を複素変数、ai(x) を多項式として、微分作用素 
P = an(x) ∂n + ...  + a1(x) ∂1 + a0(x), が与えられると、商加群 M = A1(C)/A1(C)P は微分方程式
P f = 0,
の解の空間と密接に関係する。ここに f は、いわば、C の正則函数である。この方程式の解からなるベクトル空間は、D-加群の準同型の空間 {\displaystyle \mathrm {Hom} (M,{\mathcal {O}}(\mathbf {C} ))} により与えられる。

## 代数多様体上のD-加群
D-加群の一般論は、複素多様体 (係数体は K = C)，又は K = C のような標数 0 の代数的閉体 K 上に定義された滑らかな(smooth)代数多様体 X 上で展開された。微分作用素 DX の層は、X 上のベクトル場により生成された OX-代数であると定義され、微分多元環と解釈される。（左） DX-加群 M は OX-加群で DX の左作用を持っている。そのような作用は、K-線型写像
{\displaystyle \nabla :D_{X}\rightarrow End_{K}(M),v\mapsto \nabla _{v}}
を与えることと同値であり、この写像は、
{\displaystyle \nabla _{fv}(m)=f\nabla _{v}(m)}
{\displaystyle \nabla _{v}(fm)=v(f)m+f\nabla _{v}(m)} (ライプニッツ則)
{\displaystyle \nabla _{[v,w]}(m)=[\nabla _{v},\nabla _{w}](m)}
を満たす。ここに f は X 上の正則函数であり、v と w はベクトル場で、m は M の局所切断であり、[−, −] は交換子を表す。従って、さらに M が局所自由 OX-加群であれば、M が与えられると、D-加群構造は平坦か、または、可積分である接続を持つ M に付随するベクトルバンドルを持つことに他ならない。
環 DX が非可換であれば、左と右の D-加群は異なっているはずである。しかし、両方の加群のタイプの間の圏同値が存在するので、入れ替えることができる。圏同値は左加群 M をテンソル積 M ⊗ ΩX へ写像することにより与えられる。ここに、ΩX は X 上の微分 1-形式の最高次の外冪により与えられる層である。この層は、
ω ⋅ v := − Liev (ω)
により決まる自然な右作用を持つ。ここに v は階数 1 の微分作用素、いわば、ベクトル場 ω であり n-形式 (n = dim X) であり、Lie はリー微分を表す。
局所的には、X 上の座標系 x1, ..., xn (n = dim X) を選んだのち（座標系は、X の接空間の基底 ∂1, ..., ∂n を決定する）、DX の切断が、
{\displaystyle \sum f_{i_{1},\dots ,i_{n}}\partial _{1}^{i_{1}}\cdots \partial _{n}^{i_{n}}}
として一意に表現される。ここに {\displaystyle f_{i_{1},\dots ,i_{n}}} は X 上の正則函数である。
特に、X が n-次元アフィン空間であれば、この DX は n 変数のワイル代数である。
D-加群の多くの基本的性質は、局所的で、連接層の状況と平行している。このことは、DX は、上記の OX-基底が示すように、無限ランクで作用するOX-加群の局所自由層である。OX-加群として連接である DX-加群は、必然的に局所自由（有限ランク）となることを示すことができる。

### 函手性
異なる代数多様体上の D-加群は、プルバック函手とプッシュフォワード函手により、連接層の一つと比較し、関連付けられている。滑らかな代数多様体のスキームの射 f: X → Y に対し、定義は、
DX→Y := OX ⊗f−1(OY) f−1(DY)
である。この定義は左 DX 作用は連鎖律を使う方法で作用し、自然な右作用は f−1(DY) で作用する。プルバックは
f∗(M) := DX→Y ⊗f−1(DY) f−1(M)
として定義される。M が左 DY-加群であることに対し、そのプルバックは X 上の左加群である。この函手は右完全で、その左導来函手は Lf∗ で表される。逆に、右 DX-加群 N に対し、
f∗(N) := f∗(N ⊗DX DX→Y)
は右 DY-加群である。これは右完全テンソル積を左完全プッシュフォワードを混ぜ合わせるので、次のように設定を変えることができる。
f∗(N) := Rf∗(N ⊗LDX DX→Y).
これのために、D-加群の理論の多くが、ホモロジー代数、特に導来圏の全体を使って開発された。

## ホロノミック加群

### ワイル代数上のホロノミック加群
ワイル代数は（左と右の）ネター環であることを示すことができる。さらに、ワイル代数は単純である、つまり、両側のイデアルがゼロイデアルか、環全体である。これらの性質は、D-加群の研究をより管理しやすくする。幸い、ヒルベルト多項式や多重度や加群の長さといった標準的な可換代数からの記法が D-加群の上にある。さらに詳しくは、ベルンシュタインフィルトレーション(Bernstein filtration)は、DX が、（多重指数記法を使い） |α|+|β| ≤ p であるような微分作用素 xα∂β の K-線型結合からなるフィルトレーション FpAn(K) である。付随する次数付き環は、2n 個の変数の多項式環に同型であると見ることができる。特に、この環は可換である。
有限生成な D-加群 M は、いわゆる「良い」フィルトレーション F∗M を持ち、このフィルトレーションは F∗An(K) と整合性を持ち、アルティン・リースの補題の状況と本質的には平行である。ヒルベルト多項式は、大きな n に対する函数
n ↦ dimK FnM
に一致する整数値多項式と定義することができる。An(K)-加群 M の次元 d(M) は、ヒルベルト多項式の次数であると定義される。この次数は、ベルンシュタインの不等式
n ≤ d(M) ≤ 2n.
により有界である。
次元が可能な限り最小な n である加群をホロノミックと呼ぶ。
A1(K)-加群 M = A1(K)/A1(K)P （上記参照）は、任意の 0 でない微分作用素 P に対してホロノミックである。ただし、単純な高次元ワイル代数は成立しない。

### 一般的定義
上で述べたように、ワイル代数上の加群は、アフィン空間上の D-加群に対応する。一般の多様体 X の DX に対しては有効ではないベルンシュタインのフィルトレーションは、微分作用素の階数により定義される DX 上の階数フィルトレーション(order filtration)のおかげで、定義を任意のアフィンで滑らかな多様体 X へと一般化する。付随する次数付き環 gr DX は余接バンドル T∗X 上の正則函数により与えられる。
特性多様体(characteristic variety)は、再び M を (DX) の階数フィルトレーションに関して）適切なフィルトレーションを持っているとしたとき、gr M の零化域の根基により切り出される余接バンドルの部分多様体であると定義される。通常のように、アフィン構成は任意の多様体をつなぎ合わせる。
ベルンシュタインの不等式は、任意の（滑らかな）多様体 X に対して連続的に成り立つ。上界は、gr DX 上の余接バンドルの項での解釈の直接的な結果であることに対し、下界はより微妙な問題を含んでいる。

### 性質と特徴付け
ホロノミック加群は、有限次元ベクトル空間のような振る舞いをする傾向を持っている。たとえば、それらの長さは有限である。さらに、M がホロノミックであることと、複体 Li∗(M) のすべてのコホモロジー群が、有限次元 K-ベクトル空間であることは同値である。ここに i は X の任意の点の閉埋め込みである。
任意の D-加群 M に対し、双対加群は、
{\displaystyle \mathrm {D} (M):={\mathcal {R}}\mathrm {Hom} (M,D_{X})\otimes \Omega _{X}^{-1}[\operatorname {dim} X]}
により定義される。ホロノミック加群も、ホモロジーの条件により特徴付けることができる。M がホロノミックであることと、D(M) が次数 0 で縮小できる（D-加群の導来圏内の対象で分かるように）。この事実は、ヴェルディエ双対(Verdier duality)やリーマン・ヒルベルト対応に最初に見ることができる。このことは、正則環のホモロジカルな研究（特に、大局次元）を拡張することにより、フィルター化された環 DX へ拡張されることにより証明された。
他のホロノミック加群の特徴付けは、シンプレクティック幾何学を通してなされている。任意の D-加群 M の特性多様体 Ch(M) は、X の余接バンドル T∗X としてみると、包合多様体である。加群がホロノミックであることと、Ch(M) がラグラジアン部分多様体であることは同値である。

## 応用
初期のホロノミック D-加群の応用は、ベルンシュタイン・佐藤の多項式であった。

### カズダン・ルースティック予想
カズダン・ルースティック予想は、D-加群を使い証明された。

### リーマン・ヒルベルト対応
リーマン・ヒルベルト対応は、ある D-加群と構成層の間のリンクを確立した。これは、偏屈層を導入する動機をもたらした。

## 関連人物
- 望月拓郎